# 미국 대통령의 취임 선서
미국 대통령의 취임 선서(영어: Oath of office of the president of the United States)는 미국 대통령이 취임 시 하는 선서 또는 확약이다. 선서의 문구는 미국 헌법 제2조 제1항 제8호에 명시되어 있으며, 신임 대통령은 어떠한 공식 권한이나 의무를 행사하거나 수행하기 전에 이 선서를 해야 한다.
이 조항은 헌법에 명시된 세 가지 선서 또는 확약 조항 중 하나이지만, 실제로 발언해야 할 단어를 명시하는 유일한 조항이다. 제1조 제3항은 상원 의원들이 탄핵 재판을 할 때 "선서 또는 확약"을 하도록 요구한다. 제6조 제3항 또한 그 안에 명시된 사람들이 "이 헌법을 지지하기 위해 선서 또는 확약에 구속되어야 한다"고 요구한다. 대통령 선서는 이러한 일반적인 충성과 충실 선서보다 훨씬 더 많은 것을 요구한다. 이 조항은 신임 대통령에게 "나는 최선을 다해 미국 헌법을 보존하고, 보호하며, 수호할 것입니다"라고 선서하거나 확약하도록 명령한다.

## 전문
대통령은 직무를 수행하기 전에 다음 선서 또는 확약을 하여야 한다.
"나는 미합중국 대통령 직무를 성실히 수행하며 나의 능력이 허용하는 한 최선을 다하여 미합중국 헌법을 보존, 보호, 수호할 것을 엄숙히 선서(또는 확약)한다."

## 의식

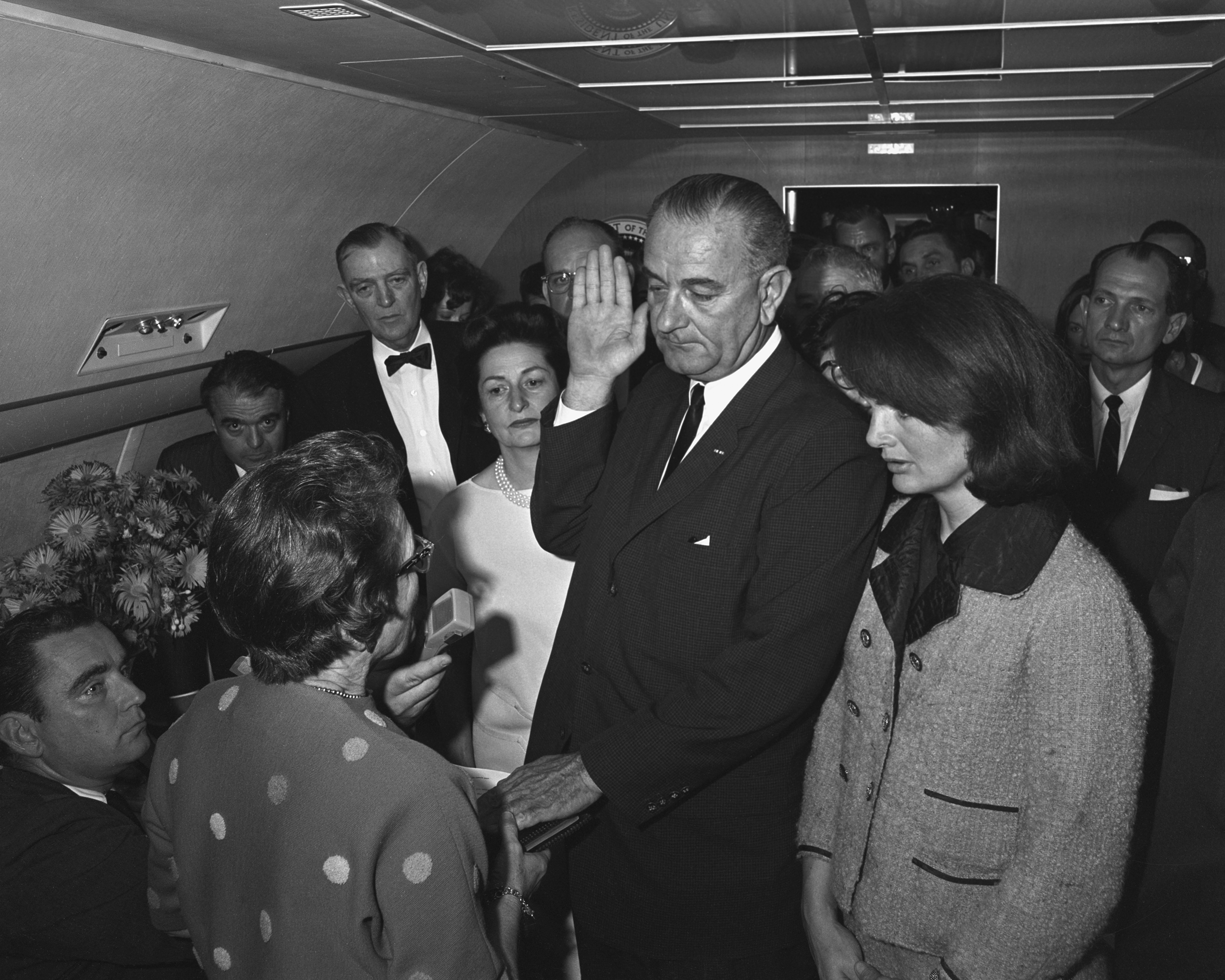
존 F. 케네디 암살 사건 이후 1963년 11월 22일, 연방 판사 세라 T. 휴스가 린든 B. 존슨에게 대통령 취임 선서를 집행하고 있다.

새로 선출되거나 재선된 미국 대통령은 미국 대통령 선거 다음 해 1월 20일 정오에 4년 임기를 시작하며, 전통적으로 그 날 미국 대통령 취임식에서 취임 선서를 한다. 1937년 이전에는 대통령의 임기가 3월 4일에 시작되었다. 1월 20일이 일요일인 경우, 대통령은 그 날 비공개로 선서를 하지만, 다음 날인 1월 21일에 공개 행사에서 다시 선서를 한다.
9명의 미국의 부통령이 대통령의 사망 또는 사임으로 대통령직을 승계했다. 이러한 상황에서는 대통령직이 중단 없이 계속되도록 가능한 한 빨리 신임 대통령에게 취임 선서가 집행되었다.

## 집행

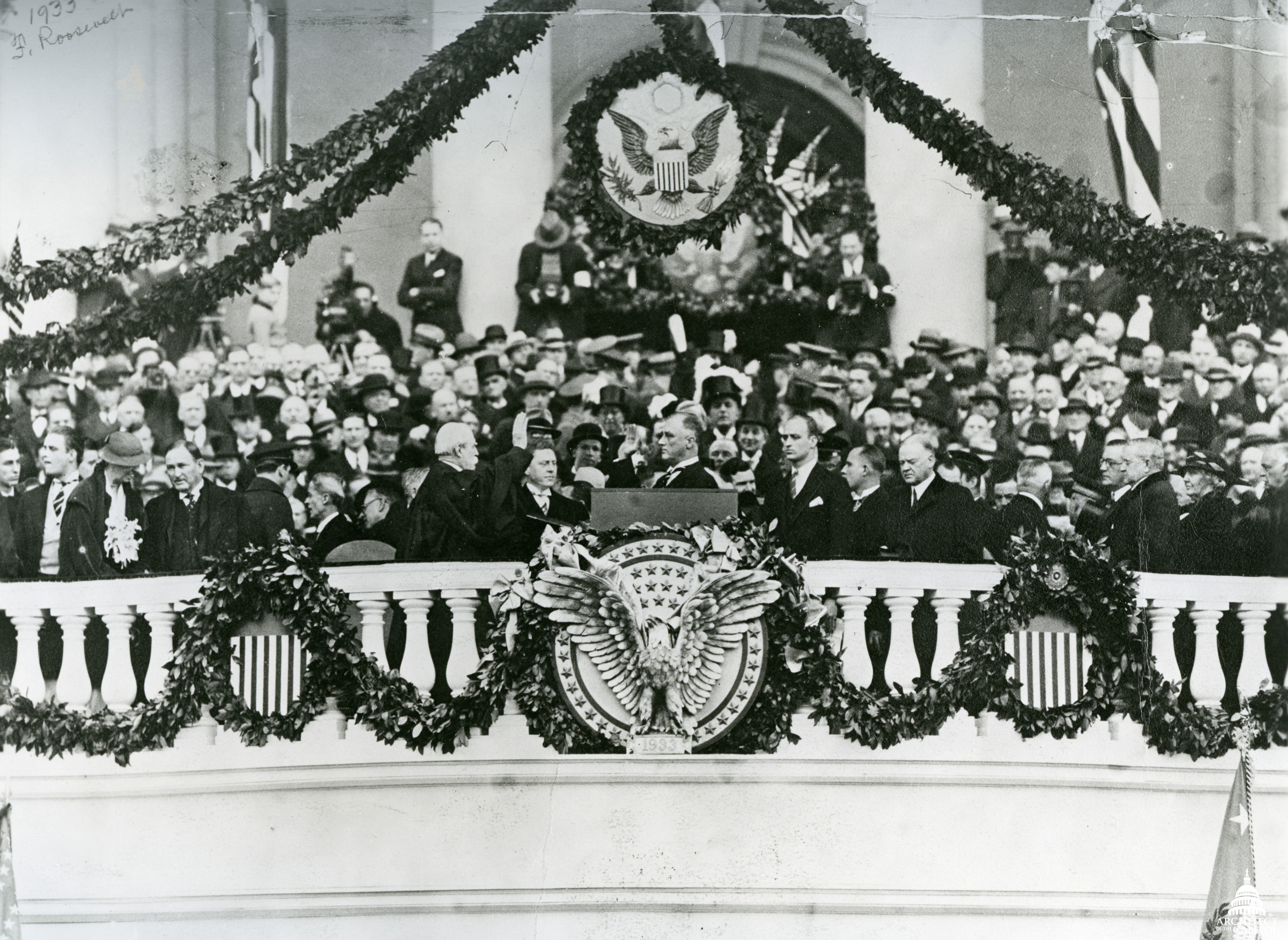
1933년 3월 4일, 프랭클린 D. 루스벨트의 네 번의 대통령 취임식 중 첫 번째 취임식에서 찰스 에번스 휴스 대법원장이 선서를 집행하고 있다.

헌법은 대통령 취임 선서를 누가 집행해야 한다고 규정하고 있지 않지만, 존 애덤스 이래로 미국의 연방 대법원장이 집행해왔다. 다만, 현직 대통령의 사망 이후에는 예외였다. 조지 워싱턴은 1789년 4월 30일 첫 번째 취임식에서 뉴욕 대법관 로버트 리빙스턴에 의해 선서를 했다. 미국 순회법원 수석 판사 윌리엄 크런치는 1850년 7월 10일 재커리 테일러 사망 후 대통령이 된 밀러드 필모어에게 선서를 집행했다. 워런 하딩의 사망 소식을 듣고 버몬트주 플리머스 노치의 가족 집에 머물고 있던 캘빈 쿨리지는 그의 아버지이자 공증인인 존 캘빈 쿨리지 시니어에 의해 대통령 선서를 했다. 연방 판사 세라 T. 휴스는 1963년 11월 22일 존 F. 케네디 암살 이후 에어 포스 원에서 린든 B. 존슨에게 취임 선서를 집행했으며, 이는 여성이 취임 선서를 집행한 유일한 사례이다. 전반적으로 대통령 취임 선서는 15명의 대법원장(그 중 한 명인 윌리엄 하워드 태프트는 전직 대통령이기도 했다), 1명의 연방 대법관, 4명의 연방 판사, 2명의 뉴욕주 주 판사, 그리고 1명의 공증인에 의해 집행되었다.

### 확약의 선택
헌법 문구는 "선서(swear)" 대신 "확약(affirm)"을 선택할 수 있도록 한다. 이에 대한 이유는 문서화되어 있지 않지만, 퀘이커를 포함한 일부 기독교인들이 이 성경 구절을 문자적으로 적용하기 때문일 수 있다: "그러나 무엇보다도 내 형제들아 맹세하지 말지니 하늘로나 땅으로나 다른 아무 맹세로도 하지 말고 오직 너희는 옳다 하는 것은 옳다 하고 아니라 하는 것은 아니라 하여 정죄함을 면하라" (야고보서 5:12, KJV). 프랭클린 피어스는 "선서(swear)" 대신 "확약(affirm)"이라는 단어를 사용한 것으로 알려진 유일한 대통령이다. 허버트 후버도 퀘이커 교도였기 때문에 "확약(affirm)"을 사용한 것으로 자주 언급되지만, 당시 촬영된 뉴스 영화는 사용된 단어가 "엄숙히 선서한다(solemnly swear)"였음을 보여준다. 역시 퀘이커 교도였던 리처드 닉슨은 확약 대신 선서를 했다.

### 형식
취임 선서를 집행하고 하는 두 가지 방식이 있었다.
현재는 사용되지 않는 첫 번째 방식에서는 집행자가 헌법상의 선서를 질문 형식으로, 1인칭에서 2인칭으로 문구를 바꾸어 "조지 워싱턴, 당신은 엄숙히 선서합니까..."라고 말한 후 확약을 요청했다. 이때 "예, 그렇습니다" 또는 "선서합니다"라고 답하면 선서가 완료되었다.
이것은 적어도 20세기 초까지 일반적인 절차였던 것으로 믿어진다. 1881년, 체스터 A. 아서의 선서 취임을 다룬 뉴욕 타임스 기사는 그가 선서를 수락하는 질문에 "나는 그렇게 하겠습니다. 신이여 저를 도우소서(I will, so help me God)"라고 답했다고 보도했다. 1929년, 타임지는 윌리엄 H. 태프트 대법원장이 "허버트 후버, 당신은 엄숙히 선서합니까..."라고 선서를 시작했다고 보도했고, 후버는 간단히 "예, 그렇습니다"라고 답했다.
두 번째이자 현재의 방식에서는 집행자가 선서를 긍정적으로, 1인칭으로 말하며, 대통령은 이를 그대로 따라 말함으로써 선서를 한다. 프랭클린 루스벨트는 1933년 찰스 에번스 휴스 대법원장이 전체 선서를 낭독하는 동안 침묵했고, 그 후 선서를 처음부터 끝까지 직접 반복했다. 1949년 해리 트루먼의 취임식 때쯤에는 대법원장이 선서를 구절 단위로 낭독하고 대통령이 그 구절들을 반복하여 선서를 완료하는 방식이 관례가 되었다.

## 성경 사용

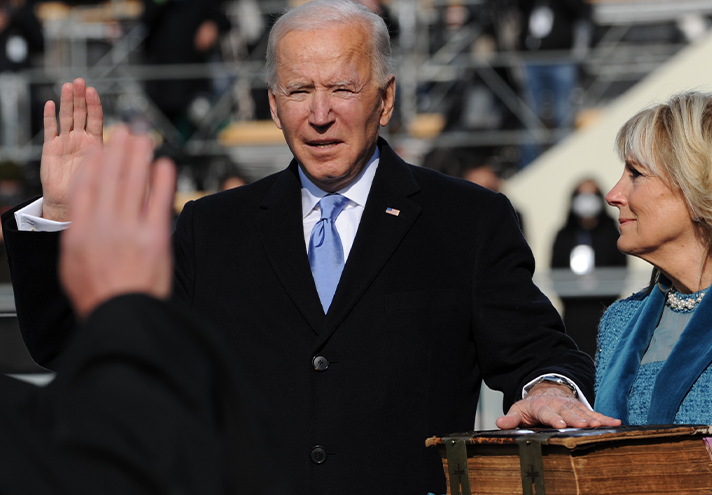
조 바이든이 2021년 1월 20일 바이든 가문의 성경에 손을 얹고 취임 선서를 하고 있다.

관례에 따라 취임하는 대통령은 오른손을 들고 왼손은 성경에 얹은 채 취임 선서를 한다. 1789년 조지 워싱턴은 뉴욕의 세인트 존스 로지 No. 1, 앤시언트 요크 메이슨스 로지에서 빌린 제단 성경에 손을 얹고 선서를 했으며, 그 후 성경에 입을 맞추었다.
해리 S. 트루먼까지의 역대 대통령들은 성경에 입을 맞추는 관례를 따랐지만, 1953년 드와이트 D. 아이젠하워는 대신 끝에 기도를 했다. 트루먼, 아이젠하워, 리처드 닉슨, 조지 H. W. 부시, 버락 오바마는 각각 두 권의 성경에 손을 얹고 선서했다.
조 바이든이 사용한 크고 가죽으로 덮인 성경은 1893년부터 바이든 가문에 전해져 내려온 것이다.
토머스 제퍼슨과 캘빈 쿨리지는 취임 선서식에서 성경을 사용하지 않았다. 시어도어 루스벨트도 1901년 취임 시 성경을 사용하지 않았고, 존 퀸시 애덤스도 그러했다. 애덤스는 법전 위에 손을 얹고 선서했는데, 이는 헌법 위에 선서한다는 의도였다. 린든 B. 존슨은 존 F. 케네디 암살 사건 직후 에어 포스 원에서 첫 취임식을 가졌는데, 그는 성경이라고 생각하고 로마 가톨릭 미사 전례서 위에 손을 얹고 선서했다. 그는 두 번째 취임식에서는 성경에 손을 얹고 선서했다.
도널드 트럼프는 첫 취임식에서 두 권의 성경에 손을 얹고 선서했다: 하나는 그가 어렸을 때 어머니가 주신 것이고, 다른 하나는 링컨 성경이었다. 이 두 권의 성경은 두 번째 취임식에서도 트럼프 옆에 있었지만, 그는 그 위에 손을 얹지 않았다.

## "신이여 저를 도우소서(So help me God)"
제1회 미국 의회는 1789년 사법부 법안에 따라 대통령 외의 모든 미국 판사와 공무원의 선서에 "신이여 저를 도우소서(So help me God)"라는 문구를 명시적으로 규정했다. 이 문구는 다양한 초기 주 헌법뿐만 아니라 1776년 제2차 대륙회의에서도 더 일찍 규정되었다. 이 문구는 이러한 선서에서 필수적이지만, 해당 법안은 공무원이 이 문구를 생략할 수 있는 선택권도 허용하며, 이 경우 선서 대신 확약이라고 불린다: "이 단어들, 신이여 저를 도우소서, 선서 대신 확약이 허용되는 모든 경우에 생략되어야 한다." 대조적으로, 대통령 선서는 헌법에 명시된 유일한 선서이다. 여기에는 "신이여 저를 도우소서(So help me God)"라는 끝맺음 문구가 포함되어 있지 않으며, 선서로 간주되지 않는 확약의 선택적 형식도 허용한다. 실제로는 적어도 지난 세기 동안 대부분의 대통령들은 (확약 대신) 선서를 선택했으며, 성경을 사용하고, 관례적인 문구로 선서를 마무리했다.

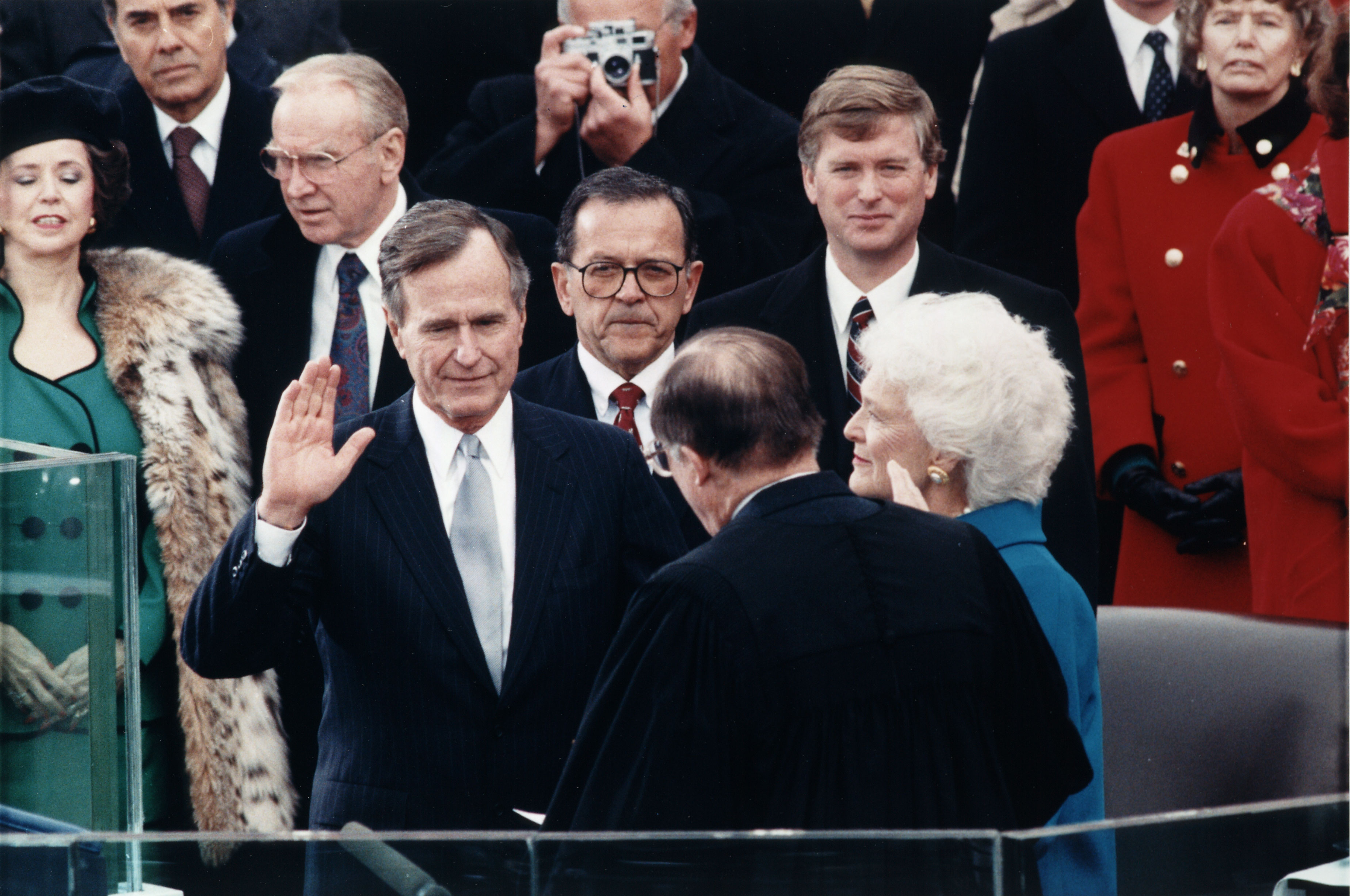
조지 H. W. 부시가 1989년 1월 20일 윌리엄 렌퀴스트 대법원장에게 취임 선서를 하고 있다.

최초의 대통령인 조지 워싱턴이 선서 수락에 이 문구를 추가했는지 여부에 대해 현재 논쟁이 있다. 워싱턴이 "신이여 저를 도우소서(So help me God)"를 선서가 아니라 수락에 추가했다고 나타내는 가장 초기의 알려진 출처는 취임 당시 6세였던 워싱턴 어빙에게 귀속되며, 사건 발생 65년 후에 처음 나타난다. 선서를 완전하게 반복하는 유일한 동시대 기록인 프랑스 영사 드 무스티에 백작의 보고서는 헌법상의 선서만을 언급하며, 워싱턴이 "신이여 저를 도우소서(So help me God)"를 수락에 추가했다는 언급은 없다.
"신이여 저를 도우소서(So help me God)"를 누가 먼저 사용했는지에 대한 역사적 논쟁은 선서 방식의 두 가지 형태를 무시함으로써 혼란스러워졌다. 현재 사용되지 않는 첫 번째 방식은 집행자가 "조지 워싱턴, 당신은 엄숙히 선서합니까..."와 같이 질문 형태로 헌법적 선서를 말하며, 확약을 요청하는 것이다. 이 시점에서 "예, 그렇습니다" 또는 "선서합니다"라는 답변으로 선서가 완료된다. 문자 그대로의 기록이 없는 상황에서, 존재하는 얼마 안 되는 증거는 이것이 적어도 20세기 초까지 일반적인 절차였음을 보여준다. 1865년 새크라멘토 데일리 유니언은 에이브러햄 링컨의 두 번째 취임식을 다루었다. 링컨은 "신이여 저를 도우소서(So help me God)"로 선서를 마쳤고, 성경에 입을 맞추었다. 데일리 유니언의 보도는 여러 면에서 꾸며졌으며, 취임식에 더 가까운 시기에 발행된 다른 신문 보도에서는 해당 문구가 언급되지 않았다(그러나 어떤 형태로도 선서가 인용되지 않았다). 1881년, 뉴욕 타임스는 체스터 A. 아서의 취임 선서를 다룬 기사에서 그가 선서 수락 질문에 "그렇게 하겠습니다, 신이여 저를 도우소서(I will, so help me God)"라고 답했다고 보도했다. 1929년, 타임지는 미국의 연방 대법원장이 "허버트 후버, 당신은 엄숙히 선서합니까..."라고 선서를 시작했다고 보도했다. 후버는 간단히 "예, 그렇습니다"라고 답했다.
링컨의 1865년 취임식에 대한 동시대 신문 기사는 링컨이 선서에 "신이여 저를 도우소서(So help me God)"라는 문구를 덧붙였다고 명시한다. 이 신문 보도에 이어 링컨 사망(1865년 4월 15일) 이후 같은 해에 제공된 또 다른 기록은 링컨이 선서 중 "신이여 저를 도우소서(So help me God)"라고 말했다고 한다. 1865년 취임식에 관련된 증거는 링컨이 1861년에 이 문구를 사용했다는 증거보다 훨씬 강력하다. 몇몇 자료는 링컨이 1861년 취임식에서 "신이여 저를 도우소서(So help me God)"라고 말했다고 주장하지만, 이 자료들은 사건과 동시대의 것이 아니다. 연설 중 링컨은 자신의 선서가 "하늘에 기록되었다"고 말했는데, 일부는 이를 그가 "신이여 저를 도우소서(So help me God)"라는 문구를 발언했음을 나타내는 것으로 해석했다. 반대로, A. M. 밀리건(공식 기독교 미국 정부를 주장한 장로교 목사)은 에이브러햄 링컨에게 취임식에서 신에게 선서할 것을 요청하는 편지가 보내졌고, 링컨은 신의 이름이 헌법에 없으므로 그 문서의 문구에서 벗어날 수 없다고 답했다고 주장했다.
리처드 가디너의 2024년 11월 백악관 역사 분기별 보고서에 실린 연구는 1841년 윌리엄 헨리 해리슨과 앤드루 잭슨까지 거슬러 올라가 이 문구를 사용한 대통령에 대한 현대적 증거를 제시한다.
모든 연방 판사와 행정관은 1789년부터 법령에 따라 이 문구를 포함해야 했으며, 확약을 하는 경우에는 이 문구를 생략해야 했다. 프랭클린 D. 루스벨트 대통령 이후 거의 모든 대통령 당선자가 추가 문구를 낭독한 점을 감안할 때, 대부분의 대통령 당선자들이 이 문구를 발언했을 가능성이 높다.

## 실수

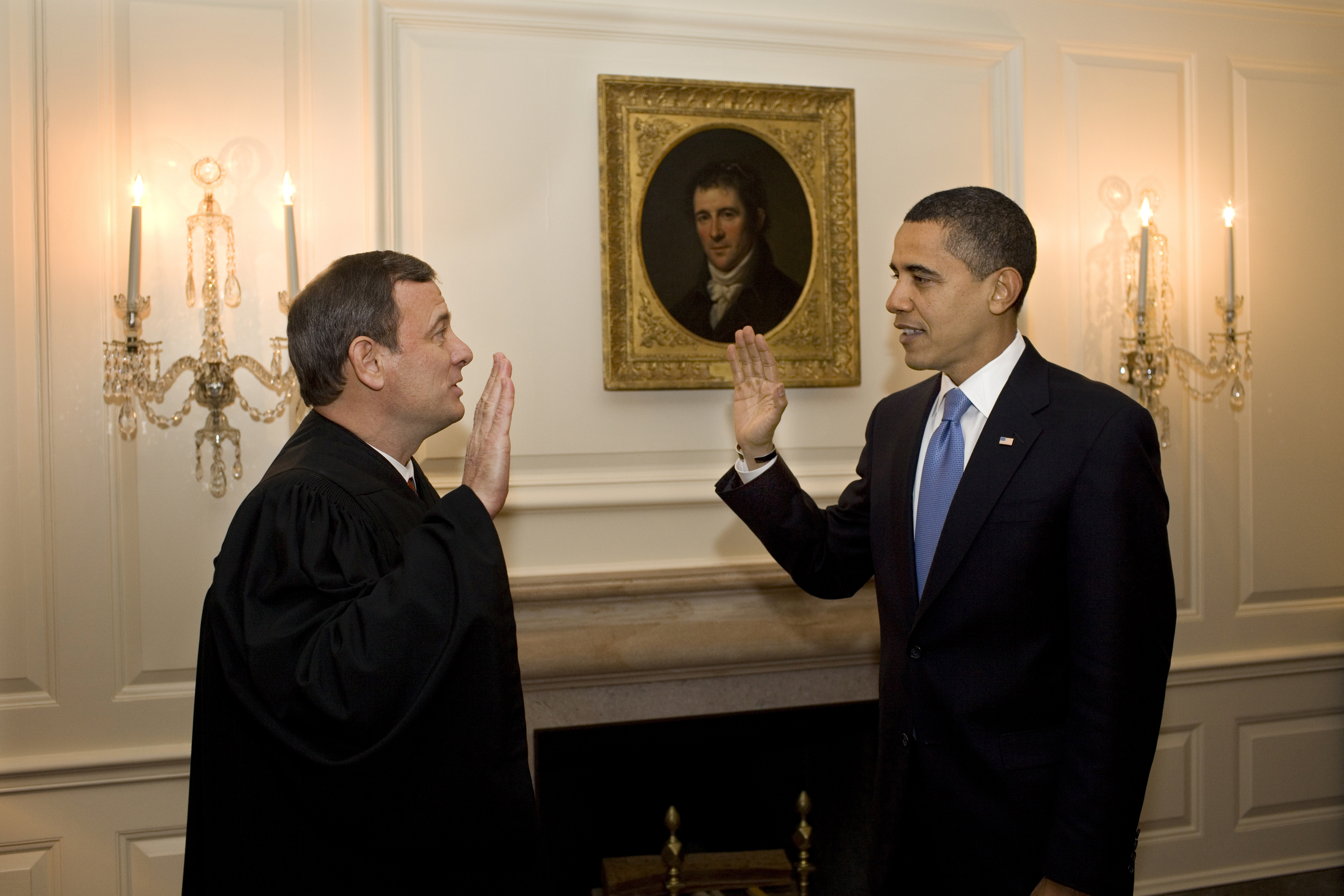
버락 오바마가 2009년 1월 21일 존 로버츠 대법원장에게 두 번째로 취임 선서를 하고 있다.

- 1909년, 윌리엄 하워드 태프트 대통령이 취임할 때, 대법원장 멜빌 풀러가 선서 문구를 잘못 인용했지만, 당시에는 그 실수가 공개되지 않았다. 이 실수는 태프트 자신이 20년 후 대법원장으로서 후버 대통령에게 선서를 집행할 때 저지를 실수와 비슷했다. 태프트는 그 사건을 회상하며 "풀러 대법원장이 저에게 대통령 선서를 시켰을 때, 그도 비슷한 실수를 저질렀습니다"라고 썼고, "하지만 그 당시에는 라디오가 없어서, 제가 선서를 한 상원 회의실에서만 관찰되었습니다"라고 덧붙였다.[15]
- 1925년, 대법원장 태프트는 자신이 전직 미국 대통령이었음에도 불구하고 캘빈 쿨리지 대통령의 두 번째 선서에서 "미합중국의 대통령직(the office of the President of the United States)" 대신 "미합중국 대통령직(the office of President of the United States)"이라고 잘못 말했고, 이어서 "그리고 나의 능력 범위 내에서(and that to the best of my ability)" 대신 "그리고 나의 능력 범위 내에서(and will to the best of my ability)"라고 말했으며, 올바른 순서인 "...보존하고, 보호하고, 수호할 것(preserve, protect and defend)" 대신 "...보호하고, 보존하고, 수호할 것(protect, preserve and defend)"이라고 말했다.[48]
- 또 다시 1929년, 태프트 대법원장은 허버트 후버 대통령에게 선서를 집행할 때 "미합중국의 대통령직(the office of the President of the United States)" 대신 "미합중국 대통령직(the office of President of the United States)"이라고 잘못 말했고, 이어서 "그리고 나의 능력 범위 내에서(and to the best of my ability)" 대신 "그리고 나의 능력 범위 내에서(and will to the best of my ability)"라고 말했으며, "헌법을 보존, 보호, 수호할 것(preserve, protect, and defend the Constitution)" 대신 "헌법을 보존, 유지, 수호할 것(preserve, maintain, and defend the Constitution)"이라고 말하는 등 선서를 심하게 왜곡했다. 태프트는 결국 자신의 실수를 인정했지만 중요하다고 생각하지 않았고, 후버는 선서를 다시 하지 않았다. 태프트의 관점에서, 그의 문구 변경은 선서를 무효화하지 않았다.[15][49][50]
- 1945년, 해리 S. 트루먼 대통령의 단순한 가운데 이니셜은 그가 처음 대통령이 되어 선서를 할 때 특이한 실수를 야기했다. 캐비닛룸 회의에서 대법원장 할런 F. 스톤은 트루먼의 가운데 이니셜(약어가 아니라 그 자체로 전체 이름이다)의 의미를 착각하여 "해리 십 트루먼, 당신은..."이라고 선서를 시작했다. 트루먼은 "나는 해리 S. 트루먼, ..."이라고 답했다.[51]
- 1953년과 1957년 두 번의 취임식에서 드와이트 D. 아이젠하워는 "미합중국 대통령직(the office of President of the United States)"이라는 문구를 "미합중국의 대통령직(the office of the President of the United States)"이라고 읽었으며, 프레드 빈슨 대법원장(1953년)과 얼 워런 대법원장(1957년)은 올바르게 말했다.
- 1965년, 얼 워런 대법원장은 린든 B. 존슨에게 "미합중국 대통령직(the Office of the Presidency of the United States)"이라고 말하도록 유도했다.[52]
- 1973년, 리처드 닉슨 대통령은 "보존하고(preserve)"와 "보호하고(protect)" 사이에 "그리고(and)"라는 단어를 추가하여 "미합중국 헌법을 보존하고 보호하고 수호할 것(preserve and protect, and defend the Constitution of the United States)"이 되었다. 닉슨은 첫 취임식에서는 이 문구를 올바르게 낭독했다.
- 2009년, 존 로버츠 대법원장은 버락 오바마에게 선서를 집행하는 동안 선서의 일부를 잘못 낭독했다. 로버츠는 "나는 미합중국 대통령직을 충실히 수행할 것을 맹세한다(That I will execute the Office of President to the United States faithfully)"라고 유도했다. 오바마는 "수행할 것을(execute)"에서 멈추고 로버츠가 자신을 수정하기를 기다렸다. 로버츠는 잘못된 시작 후 오바마의 "수행할 것을(execute)" 다음에 "충실히(faithfully)"를 붙여 "수행할 것을 충실히(execute faithfully)"라고 말했는데, 이 역시 잘못된 것이었다. 오바마는 로버츠의 처음 잘못된 유도를 "미합중국(United States)" 뒤에 "충실히(faithfully)"라는 단어를 붙여서 반복했다.[53][54] 선서는 다음 날 백악관에서 로버츠에 의해 다시 집행되었다.[55][56] 이 사건은 제프리 투빈의 2012년 저서 《선서: 오바마 백악관과 대법원》의 제목과 내용의 많은 부분을 제공했다.

## 취임식 목록
1789년 미국 대통령직이 생겨난 이래로 새로운 4년 대통령 임기 시작을 기념하는 59번의 공개 취임 선서식이 있었으며, 임기 중 재임자 대통령의 사망 또는 사임으로 인한 부분 임기 시작을 기념하는 9번의 추가 취임 선서식이 있었다. 2021년 조 바이든의 취임식까지 대통령 선서는 45명의
| 날짜                      | 유형   | 행사                                      | 장소                                              | 선서 집행자                                            |
| ------------------------- | ------ | ----------------------------------------- | ------------------------------------------------- | ------------------------------------------------------ |
| 1789년 4월 30일 (목요일)  | 공개   | 1789년 조지 워싱턴 대통령 취임식          | 발코니, 페더럴 홀 뉴욕, 뉴욕주                    | 로버트 리빙스턴 뉴욕 대법원 대법관                     |
| 1793년 3월 4일 (월요일)   | 공개   | 1793년 조지 워싱턴 대통령 취임식          | 상원 회의실, 의회 회관 필라델피아, 펜실베이니아주 | 윌리엄 쿠싱 연방 대법원 대법관                         |
| 1797년 3월 4일 (토요일)   | 공개   | 존 애덤스 취임식                          | 하원 회의실, 의회 회관                            | 올리버 엘스워스 미국 대법원장                          |
| 1801년 3월 4일 (수요일)   | 공개   | 토머스 제퍼슨의 첫 취임식                 | 상원 회의실, 미국 국회의사당 워싱턴 D.C.          | 존 마셜 미국 대법원장                                  |
| 1805년 3월 4일 (월요일)   | 공개   | 토머스 제퍼슨의 두 번째 취임식            | 상원 회의실, 미국 국회의사당                      | 존 마셜 미국 대법원장                                  |
| 1809년 3월 4일 (토요일)   | 공개   | 제임스 매디슨의 첫 취임식                 | 하원 회의실, 미국 국회의사당                      | 존 마셜 미국 대법원장                                  |
| 1813년 3월 4일 (목요일)   | 공개   | 제임스 매디슨의 두 번째 취임식            | 하원 회의실, 미국 국회의사당                      | 존 마셜 미국 대법원장                                  |
| 1817년 3월 4일 (화요일)   | 공개   | 제임스 먼로의 첫 취임식                   | 정면 계단, 구 벽돌 국회의사당                     | 존 마셜 미국 대법원장                                  |
| 1821년 3월 5일 (월요일)   | 공개   | 제임스 먼로의 두 번째 취임식              | 하원 회의실, 미국 국회의사당                      | 존 마셜 미국 대법원장                                  |
| 1825년 3월 4일 (금요일)   | 공개   | 존 퀸시 애덤스 취임식                     | 하원 회의실, 미국 국회의사당                      | 존 마셜 미국 대법원장                                  |
| 1829년 3월 4일 (수요일)   | 공개   | 앤드루 잭슨의 첫 취임식                   | 동쪽 현관, 미국 국회의사당                        | 존 마셜 미국 대법원장                                  |
| 1833년 3월 4일 (월요일)   | 공개   | 앤드루 잭슨의 두 번째 취임식              | 하원 회의실, 미국 국회의사당                      | 존 마셜 미국 대법원장                                  |
| 1837년 3월 4일 (토요일)   | 공개   | 마틴 밴 뷰런 취임식                       | 동쪽 현관, 미국 국회의사당                        | 로저 토니 미국 대법원장                                |
| 1841년 3월 4일 (목요일)   | 공개   | 윌리엄 헨리 해리슨 취임식                 | 동쪽 현관, 미국 국회의사당                        | 로저 토니 미국 대법원장                                |
| 1841년 4월 6일 (화요일)   | 비공개 | 존 타일러 취임식                          | 브라운스 인디언 퀸 호텔, 워싱턴 D.C.              | 윌리엄 크런치 컬럼비아 특별구 미국 순회 법원 수석 판사 |
| 1845년 3월 4일 (화요일)   | 공개   | 제임스 K. 포크 취임식                     | 동쪽 현관, 미국 국회의사당                        | 로저 토니 대법원장                                     |
| 1849년 3월 5일 (월요일)   | 공개   | 재커리 테일러 취임식                      | 동쪽 현관, 미국 국회의사당                        | 로저 토니 대법원장                                     |
| 1850년 7월 10일 (수요일)  | 공개   | 밀러드 필모어 취임식                      | 하원 회의실, 미국 국회의사당                      | 윌리엄 크런치 순회 법원 판사                           |
| 1853년 3월 4일 (금요일)   | 공개   | 프랭클린 피어스 취임식                    | 동쪽 현관, 미국 국회의사당                        | 로저 토니 대법원장                                     |
| 1857년 3월 4일 (수요일)   | 공개   | 제임스 뷰캐넌 취임식                      | 동쪽 현관, 미국 국회의사당                        | 로저 토니 대법원장                                     |
| 1861년 3월 4일 (월요일)   | 공개   | 에이브러햄 링컨의 첫 취임식               | 동쪽 현관, 미국 국회의사당                        | 로저 토니 대법원장                                     |
| 1865년 3월 4일 (토요일)   | 공개   | 에이브러햄 링컨의 두 번째 취임식          | 동쪽 현관, 미국 국회의사당                        | 새먼 P. 체이스 미국 대법원장                           |
| 1865년 4월 15일 (토요일)  | 비공개 | 앤드루 존슨 취임식                        | 커크우드 하우스 호텔, 워싱턴 D.C.                 | 새먼 P. 체이스 미국 대법원장                           |
| 1869년 3월 4일 (목요일)   | 공개   | 율리시스 S. 그랜트의 첫 취임식            | 동쪽 현관, 미국 국회의사당                        | 새먼 P. 체이스 미국 대법원장                           |
| 1873년 3월 4일 (화요일)   | 공개   | 율리시스 S. 그랜트의 두 번째 취임식       | 동쪽 현관, 미국 국회의사당                        | 새먼 P. 체이스 미국 대법원장                           |
| 1877년 3월 3일 (토요일)   | 비공개 | 러더퍼드 B. 헤이스 취임식                 | 레드룸, 백악관                                    | 모리슨 웨이트 미국 대법원장                            |
| 1877년 3월 5일 (월요일)   | 공개   | 러더퍼드 B. 헤이스 취임식                 | 동쪽 현관, 미국 국회의사당                        | 모리슨 웨이트 미국 대법원장                            |
| 1881년 3월 4일 (금요일)   | 공개   | 제임스 A. 가필드 취임식                   | 동쪽 현관, 미국 국회의사당                        | 모리슨 웨이트 미국 대법원장                            |
| 1881년 9월 20일 (화요일)  | 비공개 | 체스터 A. 아서 취임식                     | 체스터 A. 아서 하우스, 뉴욕, 뉴욕                 | 존 R. 브래디 뉴욕 대법원 판사                          |
| 1881년 9월 22일 (목요일)  | 공개   | 체스터 A. 아서 취임식                     | 부통령실, 미국 국회의사당                         | 모리슨 웨이트 대법원장                                 |
| 1885년 3월 4일 (수요일)   | 공개   | 그로버 클리블랜드의 첫 취임식             | 동쪽 현관, 미국 국회의사당                        | 모리슨 웨이트 대법원장                                 |
| 1889년 3월 4일 (월요일)   | 공개   | 벤저민 해리슨 취임식                      | 동쪽 현관, 미국 국회의사당                        | 멜빌 풀러 미국 대법원장                                |
| 1893년 3월 4일 (토요일)   | 공개   | 그로버 클리블랜드의 두 번째 취임식        | 동쪽 현관, 미국 국회의사당                        | 멜빌 풀러 미국 대법원장                                |
| 1897년 3월 4일 (목요일)   | 공개   | 윌리엄 매킨리의 첫 취임식                 | 원래 상원 의원동 앞 미국 국회의사당               | 멜빌 풀러 미국 대법원장                                |
| 1901년 3월 4일 (월요일)   | 공개   | 윌리엄 매킨리의 두 번째 취임식            | 동쪽 현관, 미국 국회의사당                        | 멜빌 풀러 미국 대법원장                                |
| 1901년 9월 14일 (토요일)  | 비공개 | 시어도어 루스벨트의 첫 취임식             | 앤슬리 윌콕스 저택, 버펄로 (뉴욕주), 뉴욕주       | 존 R. 헤이즐 뉴욕 서부 지방 법원 판사                  |
| 1905년 3월 4일 (토요일)   | 공개   | 시어도어 루스벨트의 두 번째 취임식        | 동쪽 현관, 미국 국회의사당                        | 멜빌 풀러 대법원장                                     |
| 1909년 3월 4일 (목요일)   | 공개   | 윌리엄 하워드 태프트 취임식               | 상원 회의실, 미국 국회의사당                      | 멜빌 풀러 대법원장                                     |
| 1913년 3월 4일 (화요일)   | 공개   | 우드로 윌슨의 첫 취임식                   | 동쪽 현관, 미국 국회의사당                        | 에드워드 D. 화이트 미국 대법원장                       |
| 1917년 3월 4일 (일요일)   | 비공개 | 우드로 윌슨의 두 번째 취임식              | 대통령의 방, 미국 국회의사당                      | 에드워드 D. 화이트 미국 대법원장                       |
| 1917년 3월 5일 (월요일)   | 공개   | 우드로 윌슨의 두 번째 취임식              | 동쪽 현관, 미국 국회의사당                        | 에드워드 D. 화이트 미국 대법원장                       |
| 1921년 3월 4일 (금요일)   | 공개   | 워런 G. 하딩 취임식                       | 동쪽 현관, 미국 국회의사당                        | 에드워드 D. 화이트 미국 대법원장                       |
| 1923년 8월 3일 (금요일)   | 비공개 | 캘빈 쿨리지의 첫 취임식                   | 쿨리지 홈스테드, 플리머스 노치, 버몬트주          | 존 캘빈 쿨리지 버몬트 치안 판사                        |
| 1923년 8월 21일 (화요일)  | 비공개 | 캘빈 쿨리지의 첫 취임식                   | 윌라드 호텔 워싱턴 D.C.                           | 아돌프 A. 회링 주니어< 컬럼비아 특별구 지방 법원 판사  |
| 1925년 3월 4일 (수요일)   | 공개   | 캘빈 쿨리지의 두 번째 취임식              | 동쪽 현관, 미국 국회의사당                        | 윌리엄 H. 태프트 미국 대법원장                         |
| 1929년 3월 4일 (월요일)   | 공개   | 허버트 후버 취임식                        | 동쪽 현관, 미국 국회의사당                        | 윌리엄 H. 태프트 미국 대법원장                         |
| 1933년 3월 4일 (토요일)   | 공개   | 1933년 프랭클린 D. 루스벨트 대통령 취임식 | 동쪽 현관, 미국 국회의사당                        | 찰스 E. 휴스 미국 대법원장                             |
| 1937년 1월 20일 (수요일)  | 공개   | 1937년 프랭클린 D. 루스벨트 대통령 취임식 | 동쪽 현관, 미국 국회의사당                        | 찰스 E. 휴스 미국 대법원장                             |
| 1941년 1월 20일 (월요일)  | 공개   | 1941년 프랭클린 D. 루스벨트 대통령 취임식 | 동쪽 현관, 미국 국회의사당                        | 찰스 E. 휴스 미국 대법원장                             |
| 1945년 1월 20일 (토요일)  | 공개   | 1945년 프랭클린 D. 루스벨트 대통령 취임식 | 남쪽 현관, 백악관                                 | 할런 F. 스톤 미국 대법원장                             |
| 1945년 4월 12일 (목요일)  | 비공개 | 해리 S. 트루먼의 첫 취임식                | 캐비닛룸, 백악관                                  | 할런 F. 스톤 미국 대법원장                             |
| 1949년 1월 20일 (목요일)  | 공개   | 해리 S. 트루먼의 두 번째 취임식           | 동쪽 현관, 미국 국회의사당                        | 프레드 빈슨 미국 대법원장                              |
| 1953년 1월 20일 (화요일)  | 공개   | 드와이트 D. 아이젠하워의 첫 취임식        | 동쪽 현관, 미국 국회의사당                        | 프레드 빈슨 미국 대법원장                              |
| 1957년 1월 20일 (일요일)  | 비공개 | 드와이트 D. 아이젠하워의 두 번째 취임식   | 이스트룸, 백악관                                  | 얼 워런 미국 대법원장                                  |
| 1957년 1월 21일 (월요일)  | 공개   | 드와이트 D. 아이젠하워의 두 번째 취임식   | 동쪽 현관, 미국 국회의사당                        | 얼 워런 미국 대법원장                                  |
| 1961년 1월 20일 (금요일)  | 공개   | 존 F. 케네디 취임식                       | 동쪽 현관, 미국 국회의사당                        | 얼 워런 미국 대법원장                                  |
| 1963년 11월 22일 (금요일) | 비공개 | 린든 B. 존슨의 첫 취임식                  | 에어 포스 원, 댈러스 러브 필드, 댈러스, 텍사스주  | 세라 T. 휴스 텍사스 북부 지방 법원 판사                |
| 1965년 1월 20일 (수요일)  | 공개   | 린든 B. 존슨의 두 번째 취임식             | 동쪽 현관, 미국 국회의사당                        | 얼 워런 대법원장                                       |
| 1969년 1월 20일 (월요일)  | 공개   | 리처드 닉슨의 첫 취임식                   | 동쪽 현관, 미국 국회의사당                        | 얼 워런 대법원장                                       |
| 1973년 1월 20일 (토요일)  | 공개   | 리처드 닉슨의 두 번째 취임식              | 동쪽 현관, 미국 국회의사당                        | 워런 버거 미국 대법원장                                |
| 1974년 8월 9일 (금요일)   | 공개   | 제럴드 포드 취임식                        | 이스트룸, 백악관                                  | 워런 버거 미국 대법원장                                |
| 1977년 1월 20일 (목요일)  | 공개   | 지미 카터 대통령 취임식                   | 동쪽 현관, 미국 국회의사당                        | 워런 버거 미국 대법원장                                |
| 1981년 1월 20일 (화요일)  | 공개   | 1981년 로널드 레이건 대통령 취임식        | 서쪽 전면, 미국 국회의사당                        | 워런 버거 미국 대법원장                                |
| 1985년 1월 20일 (일요일)  | 비공개 | 1985년 로널드 레이건 대통령 취임식        | 입구 홀, 백악관                                   | 워런 버거 미국 대법원장                                |
| 1985년 1월 21일 (월요일)  | 공개   | 1985년 로널드 레이건 대통령 취임식        | 돔, 미국 국회의사당                               | 워런 버거 미국 대법원장                                |
| 1989년 1월 20일 (금요일)  | 공개   | 조지 H. W. 부시 취임식                    | 서쪽 전면, 미국 국회의사당                        | 윌리엄 렌퀴스트 미국 대법원장                          |
| 1993년 1월 20일 (수요일)  | 공개   | 빌 클린턴의 첫 취임식                     | 서쪽 전면, 미국 국회의사당                        | 윌리엄 렌퀴스트 미국 대법원장                          |
| 1997년 1월 20일 (월요일)  | 공개   | 빌 클린턴의 두 번째 취임식                | 서쪽 전면, 미국 국회의사당                        | 윌리엄 렌퀴스트 미국 대법원장                          |
| 2001년 1월 20일 (토요일)  | 공개   | 조지 W. 부시의 첫 취임식                  | 서쪽 전면, 미국 국회의사당                        | 윌리엄 렌퀴스트 미국 대법원장                          |
| 2005년 1월 20일 (목요일)  | 공개   | 조지 W. 부시의 두 번째 취임식             | 서쪽 전면, 미국 국회의사당                        | 윌리엄 렌퀴스트 미국 대법원장                          |
| 2009년 1월 20일 (화요일)  | 공개   | 2009년 버락 오바마 대통령 취임식          | 서쪽 전면, 미국 국회의사당                        | 존 로버츠 미국 대법원장                                |
| 2009년 1월 21일 (수요일)  | 비공개 | 2009년 버락 오바마 대통령 취임식          | 맵룸, 백악관                                      | 존 로버츠 미국 대법원장                                |
| 2013년 1월 20일 (일요일)  | 비공개 | 버락 오바마의 두 번째 취임식              | 블루룸, 백악관                                    | 존 로버츠 미국 대법원장                                |
| 2013년 1월 21일 (월요일)  | 공개   | 버락 오바마의 두 번째 취임식              | 서쪽 전면, 미국 국회의사당                        | 존 로버츠 미국 대법원장                                |
| 2017년 1월 20일 (금요일)  | 공개   | 2017년 도널드 트럼프 대통령 취임식        | 서쪽 전면, 미국 국회의사당                        | 존 로버츠 미국 대법원장                                |
| 2021년 1월 20일 (수요일)  | 공개   | 조 바이든 대통령 취임식                   | 서쪽 전면, 미국 국회의사당                        | 존 로버츠 미국 대법원장                                |
| 2025년 1월 20일 (월요일)  | 공개   | 2025년 도널드 트럼프 대통령 취임식        | 돔, 미국 국회의사당                               | 존 로버츠 미국 대법원장                                |
| 날짜                      | 유형   | 행사                                      | 장소                                              | 선서 집행자                                            |

### 참고

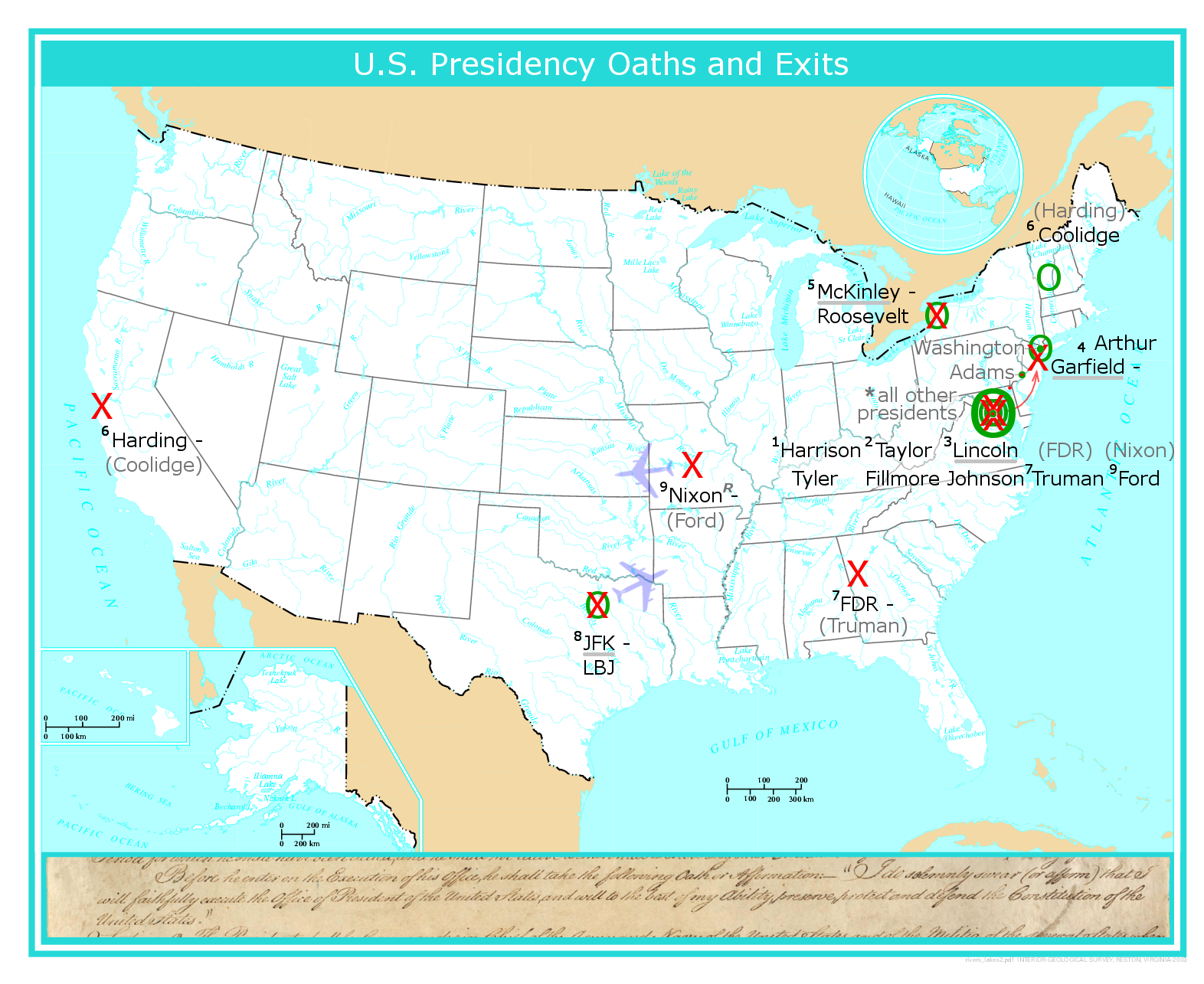
취임 선서가 처음 이루어진 장소를 녹색 'O'(정기적인 경우에는 녹색 점)로 표시한 지도. 대통령직이 예기치 않게 종료된 장소는 빨간색 'X'(정기적인 전환은 빨간색 점)로 표시했다. 지도 하단의 삽입 그림은 미국 헌법 제2조 제1항 제8호의 선서 또는 확약 조항이다.

1. ↑  Inaugurations sort alphabetically by president's last name.
2. 1 2 3 4 5  임기는 3월 4일 일요일에 시작되었다.
3. ↑  임기는 4월 4일 해리슨 대통령 사망 시 시작되었다.
4. ↑  임기는 7월 9일 테일러 대통령 사망 시 시작되었다.
5. 1 2  임기는 9월 19일 가필드 대통령 사망 시 시작되었다.
6. 1 2  임기는 8월 2일 하딩 대통령 사망 시 시작되었다.
7. 1 2 3  임기는 1월 20일 일요일에 시작되었다.
8. ↑  임기는 1월 20일 화요일에 시작되었지만, 다음 날 비공개로 공개 선서를 올바르게 반복하는 "사고"가 있었다.
9. ↑  워싱턴 D.C.의 추운 날씨로 인해

## 같이 보기
- 대통령 계승법
- 미국 부통령 취임 선서
- 미국 대통령직 인계